# Phoenix Arts
Phoenix Arts byla pražská herní vývojářská společnost. Za svojí existenci (1994 až 1998) vytvořila tři real-timové strategické počítačové hry. Někteří její členové potom přešli do Illusion Softworks.

## Historie
Po návratu z vojny v půlce roku 1993 začali Denis Černý a Jindřich Tichota na zakázku sestavovat a prodávat osobní počítače a software. Začátkem dalšího roku založili společnost Phoenix Arts a rozhodli se naprogramovat svojí první počítačovou hru, počítačové zpracování klasické šibenice. Následně poznali Radka Ševčíka, který chtěl vytvořit lepší klon hry Dune II, nakonec tato myšlenka zvítězila a tým se na ní zaměřil a opustil projekt šibenice. Radek Ševčík byl přitom hlavním programátorem projektu. Posléze přijali do týmu ještě Petra Havlíčka, který se stal hlavním grafikem hry, a Vendelína Tůmu, který udělal hudbu.
Paranoia byla po nedokončeném elektronickém zpracování šibenice prvním projektem studia a vyvíjena byla zprvu jen jako projekt nekomerční. Tvůrci si chtěli vyzkoušet, že v jejich podmínkách je možné takovou hru napsat. Chtěli si zahrát si hru, kterou si naprogramují podle vlastních představ a která je bude bavit. Později ale začaly růst náklady, především bylo potřeba vylepšovat hardware a zajistit si příjem. Nejprve chtěli hru dodělat a prodat několika známým a kamarádům. Termín dokončení na únor 1995 se díky usilovné práci celého týmu ve dne v noci podařilo splnit, ale hra v této fázi přišla tvůrcům ještě příliš nedokonalá, proto se rozhodli ještě vylepšovat programovou a grafickou stránku a přidat další funkce. Díky tomu, že si kompletně celou hru programovali sami, včetně např. instalačního programu, přehrávače videí, apod., nabrali do budoucna velkou spoustu zkušeností.
Nakonec se Paranoia stala prvním projektem, který došel až do fáze prodeje. Do prodeje se dostala pod firmou Vision, po déle než ročním vývoji na podzim 1995. Studio chtělo pokračovat vývojem další hry, 2D tahové strategie s 3D částmi s pracovním názvem ŠROT, nakonec se ale místo ní rozhodlo začít tentokrát už komerčně pracovat na druhém dílu úspěšné Paranoii.
Na hru Paranoia II studio přibralo několik dalších lidí a hra šla do prodeje pod distributorem MEC v roce 1996. O rok později vznikla poslední hra studia, Husita, která šla do prodeje pod distribuční firmou JRC v roce 1998. Při jeho vývoji se studio vrátilo k osvědčenějšímu modelu jen několika vývojářů.
Radek Ševčík a Denis Černý se ten samý rok dohodli s Petrem Vochozkou na spolupráci a přešli do Illusion Softworks, kde utvořili jádro jeho nové pražské pobočky. Denis Černý tam potom jako hlavní programátor mimo jiné vytvořil komerčně velmi úspěšný engine LS3D, pobočka pracovala na konverzi připravovaných titulů pro konzole apod. Studio Phoenix Arts tak v roce 1998 zaniklo, ale jeho členové získali potřebné prostředky a mohli se zaměřit čistě na vývoj her. Dovolilo jim to překonat předchozí technické hranice, ale nad dveřmi budovy bývalé spořitelny, kde nové pražské studio Illusion Softworks sídlilo, viselo ještě v roce 2001 kromě jeho loga také logo Phoenix Arts.

## Vydané tituly
- Paranoia – první česká realtimová strategie[5]
- Paranoia II – vylepšené pokračování
- Husita – hra na podobných principech z prostředí boje husitů s křižáky

## Vývojářský tým
Vývojářský tým se v čase měnil. Mezi nejdůležitější členy týmu patřili:
- Denis Černý – šéf firmy, koordinátor týmu, z počátku se staral o grafiku a hudbu
- Jindřich Tichota – agenda, technické zázemí
- Radek Ševčík – hlavní programátor, iniciátor projektu Paranoia
- Petr Havlíček – hlavní grafik
- Vendelín Tůma – hlavní tvůrce hudby

## Galerie

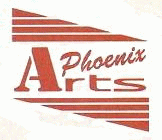
Logo používané v roce 1995
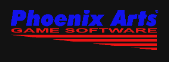
Logo používané v roce 1996
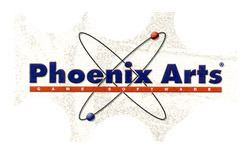
Logo používané v roce 1997